# Read Only Memory (Chrome)
Read Only Memory è un ep del gruppo musicale Chrome, pubblicato il 1979.

## Tracce
Lato 1
1. You Can't See Them - They Can't Touch You – 3:16
2. Inacontact – 5:35
3. Read Only Memory – 1:06

Lato 2
1. In Front of the Crowd – 1:10
2. I Am the Jaw – 9:24

## Formazione
- Helios Creed - voce, chitarra, guitar synth, sintetizzatore, drum machine, basso
- Damon Edge - voce, guitar synth, sintetizzatore, drum machine